# Dzwonnica w Bieczu

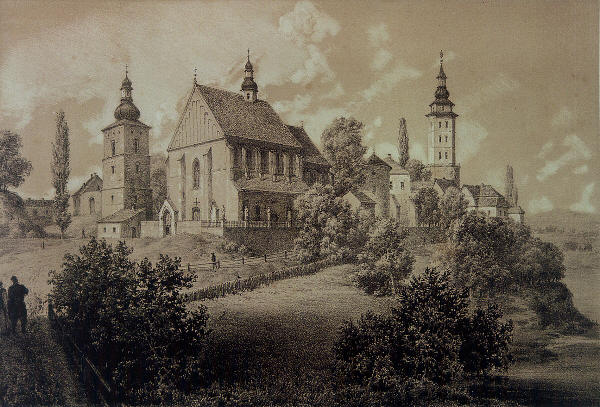
Maksymilian Fajans, Biecz nad rzeką Ropą, 1875–1883. Na lewo od fary widoczna dzwonnica.

Dzwonnica w Bieczu – późnogotycka dzwonnica obok kościoła Bożego Ciała w Bieczu, wtopiona w ciąg miejskich murów obronnych. Służyła jednocześnie jako baszta, którą opiekował się cech rzeźników.
 Budynek wpisany jest do rejestru zabytków pod nr rej.: 5-ZN z 15.11.1948:
Wzniesiona w pobliżu północno-zachodniego narożnika kościoła, powstała pod koniec XV lub na początku XVI w. Czworoboczna, murowana z cegły z użyciem detali kamiennych, wysoka na 21 m, posiada charakterystyczne, późnogotyckie obramienia okien i drzwi oraz wąskie, profilowane gzymsy (okapniki), wyznaczające kolejne kondygnacje. Kiedyś służyła również celom obronnym, o czym świadczą otwory strzelnicze na najwyższej kondygnacji. Pierwotnie posiadała dach namiotowy. Później dach ten zwieńczono barokowym hełmem z latarnią – taką postać dzwonnicy uwiecznił na swym rysunku z końca lat 70. XIX w. Napoleon Orda. Obecny wysoki hełm wykonano w dwudziestoleciu międzywojennym. Na najwyższej kondygnacji od strony wschodniej widoczna jest dekoracja sgraffitowa z XVI w., przedstawiająca Matkę Boską z Dzieciątkiem w otoczeniu aniołów, a po bokach postacie polskich świętych: św. Stanisława i św. Wojciecha. Na tarczach wielkie litery „B” z koroną – monogram królewskiego miasta Biecza.
W dzwonnicy był zawieszony gotycki dzwon z 1382 r., ozdobiony plakietami, przedstawiającymi sceny Ukrzyżowania. Był to jeden z najstarszych zachowanych polskich dzwonów. Po II wojnie światowej pękł i przy próbach spawania w 1969 r. został całkowicie zniszczony. Obecnie jest przechowywany w muzeum w Domu Kromera.

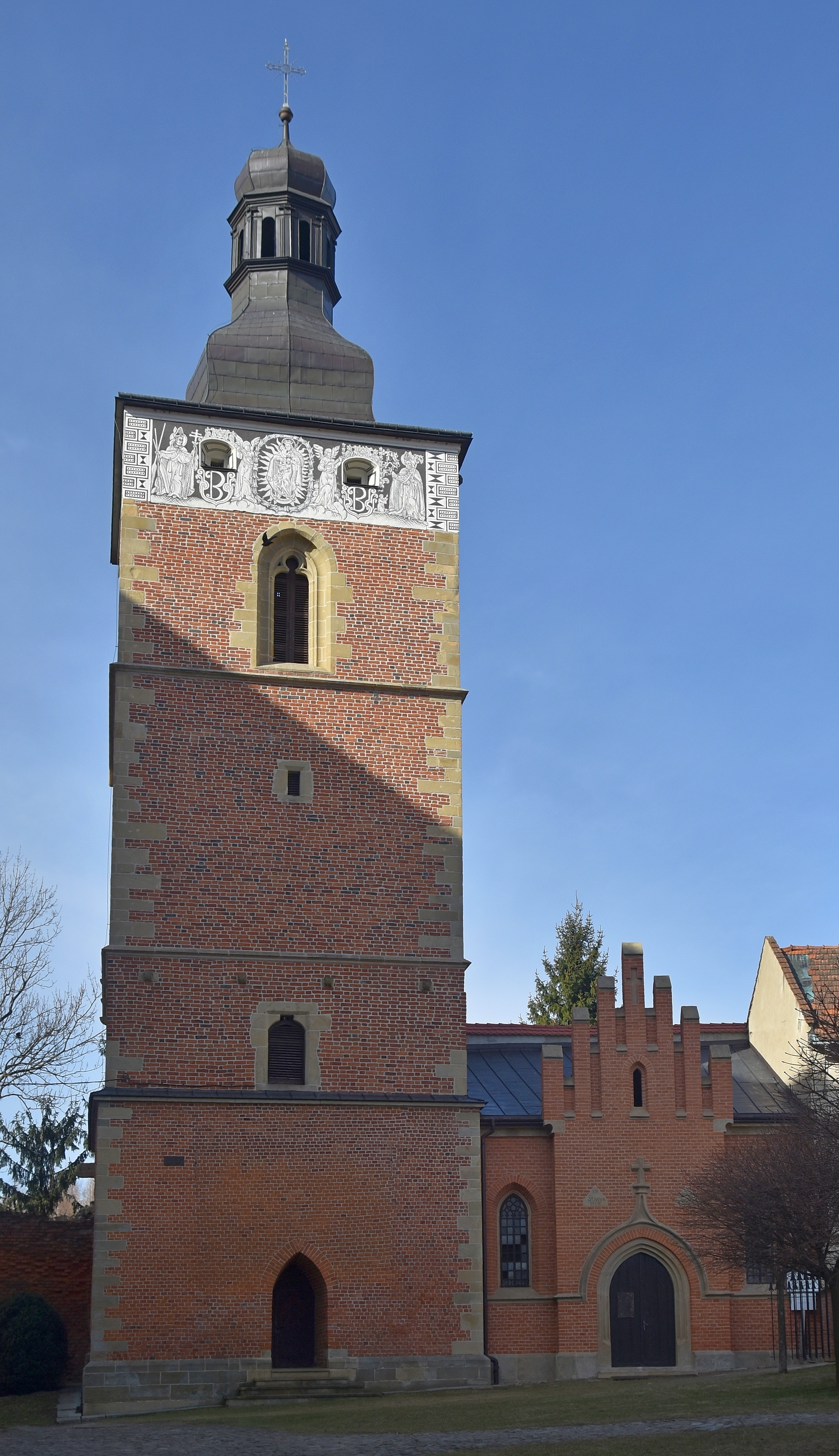
Dzwonnica od strony wschodniej
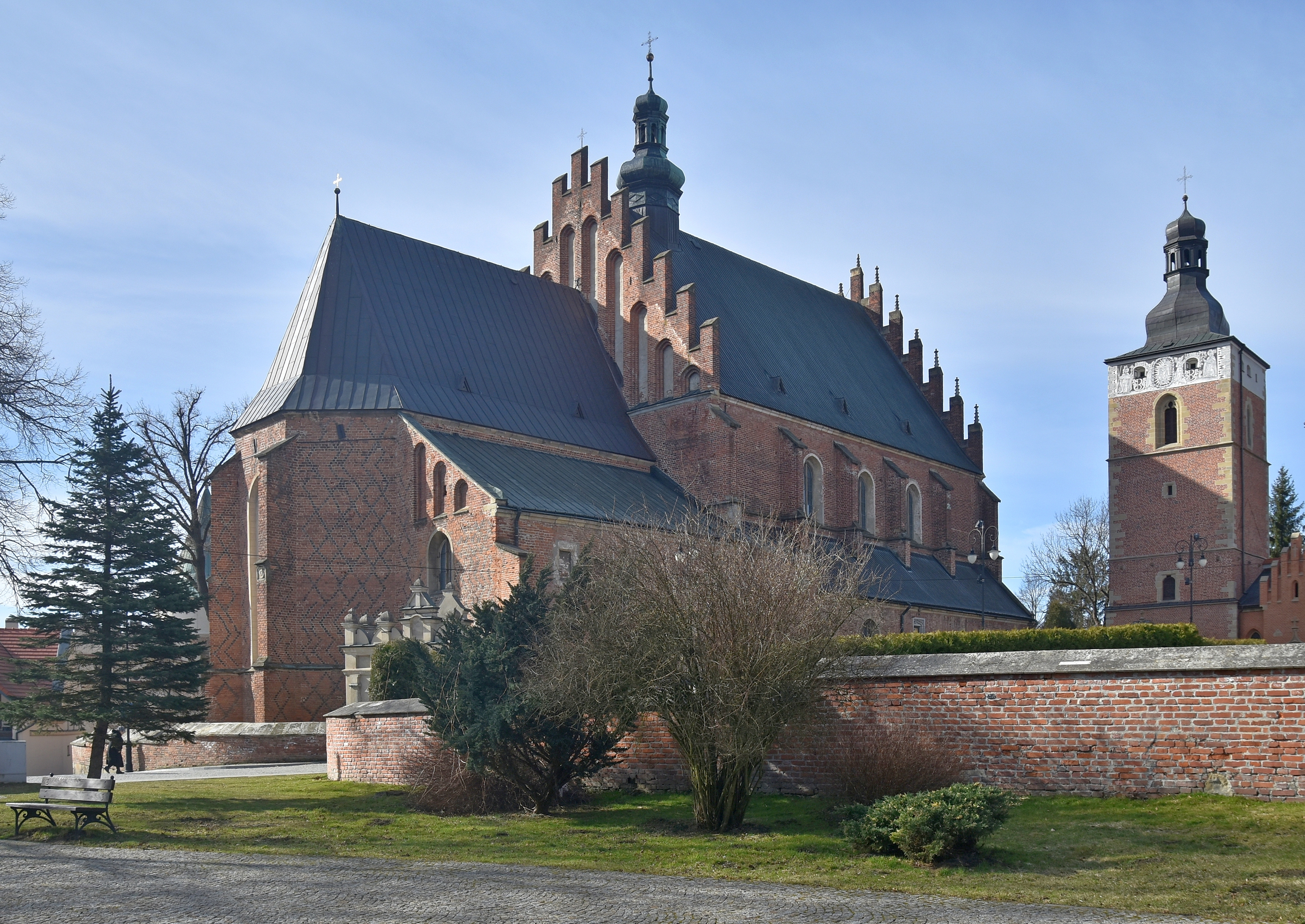
Kolegiata z dzwonnicą